# Ska-P
Ska-P je španska ska punk skupina, ustanovljena v Madridu leta 1994. So ena najpopularnejših ska skupin v Evropi, s politično izrazito levo usmerjenimi besedili in izgledom. V besedilih so bile pogoste teme človekove pravice in pravice živali, družbena neenakost, antifašizem, antikapitalizem ter legalizacija marihuane.
Leta 2005 je skupina prenehala delovati, da bi se lahko njeni člani posvetili drugim projektom. Tega leta so priredili poslovilno turnejo po svetu, zadnji koncert pa so odigrali 24. septembra v kraju Leganés blizu Madrida.
Konec aprila 2008 so se znova združili in oktobra tega leta izdali nov album z naslovom Lágrimas y Gozos ter priredili miniturnejo po Evropi.

## Ime
Ime za skupino izvira iz španske besede za pobeg (escape) ter iz besede Ska P(unk).

## Člani
- Pulpul (Roberto Gañan Ojea) - kitara in glavni vokal (1994)
- Joxemi (Jose Miguel Redin Redin) - kitara (1996)
- Julio (Julio Cesar Sanchez) - bas kitara (1994)
- Kogote (Alberto Javier Amado) - klaviatura in so-pevec (1994)
- Luismi - bobni (od 1999)
- Pipi (Ricardo Degaldo de la Obra) - mešalec in so-pevec (1996), The Locos
- Pako - manager in bobnar (1994)
- Txikitin (Alberto Iriondo) - trobenta
- Gari (Garikoitz Badiola) - trombon

## Diskografija
- Ska-P (1994)
- El Vals del Obrero (1996)
- Eurosis (1998)
- Planeta Eskoria (2000)
- ¡¡Que Corra La Voz!! (2002)
- Incontrolable (Live album and video DVD) (2004)
- Lágrimas y Gozos (2008)
- 99% (2013)